# 睡眠と覚醒について
『睡眠と覚醒について』（すいみんとかくせいについて、希: Περὶ ύπνου και εγρηγόρσεως、羅: De somno et vigilia、英: On Sleep and Sleeplessness）とは、アリストテレス名義の自然学短篇著作の1つであり、『自然学小論集』を構成する7篇の内の1つ。

## 構成
全3章から成る。
- 第1章 - 本篇の問題。動物の身体と霊魂に共属し、互いに補足し合う作用としての睡眠と覚醒。
- 第2章 - 睡眠の目的
- 第3章 - 睡眠と覚醒の様態

## 日本語訳
- 『アリストテレス全集6』 岩波書店、1968年